# Weck, Worscht un Woi

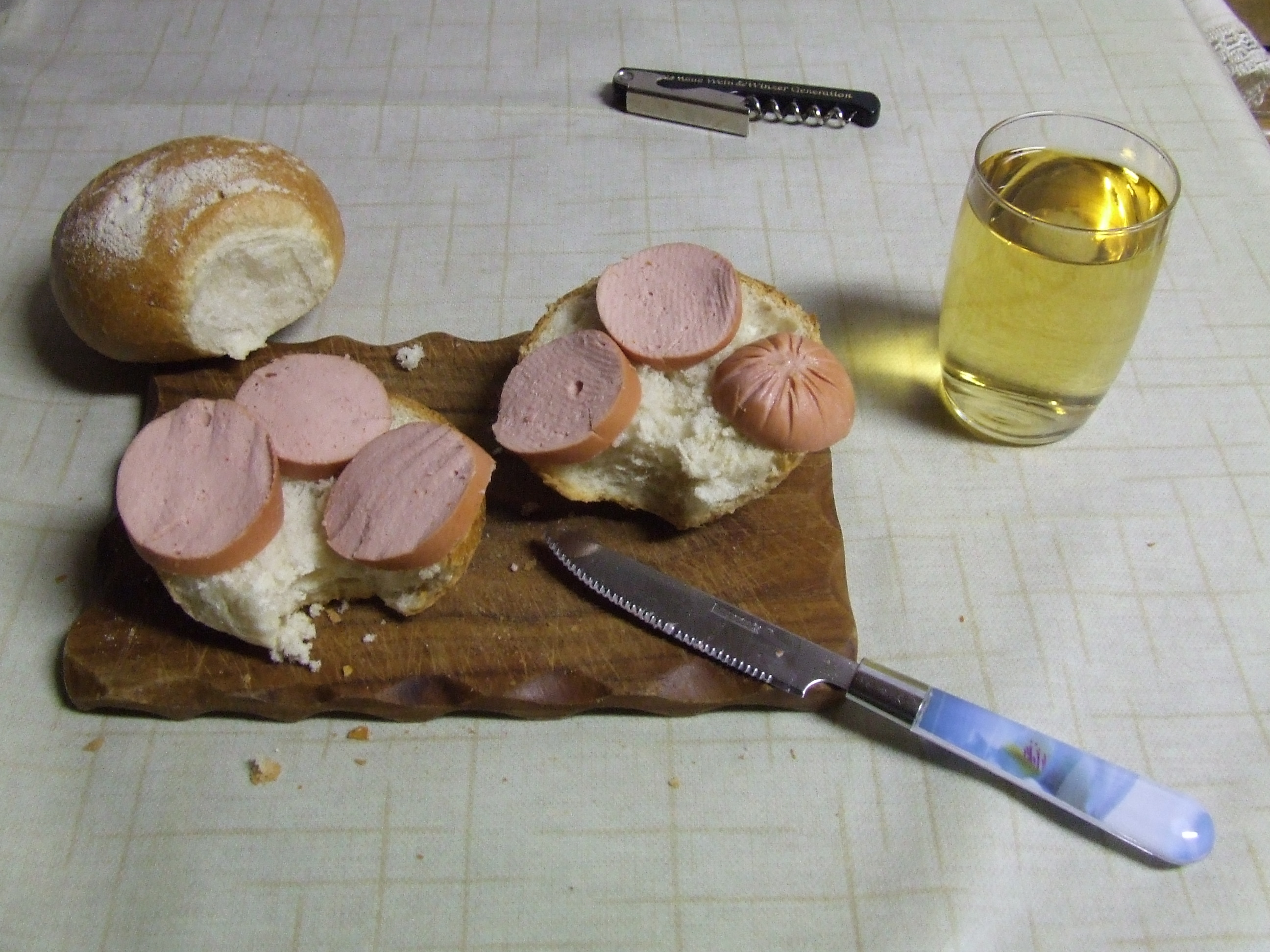
Weck, Worscht un Woi.

Weck, Worscht un Woi es un plato típico de la cocina del palatinado (cocina de Alemania), a menudo abreviado jocosamente como WWW (Weck, Worscht un Woi) indicando con sus iniciales que los ingredientes participantes en la elaboración del plato, denominados en el dialecto de la región son: Weck que en alemán es Brötchen, Worscht que de forma similar es Wurst (Salchicha) y Woi que es la denominación de Wein (Vino) procedente del Palatinado (región vinícola), Rheinhessen o Rheingau.

## Presentación

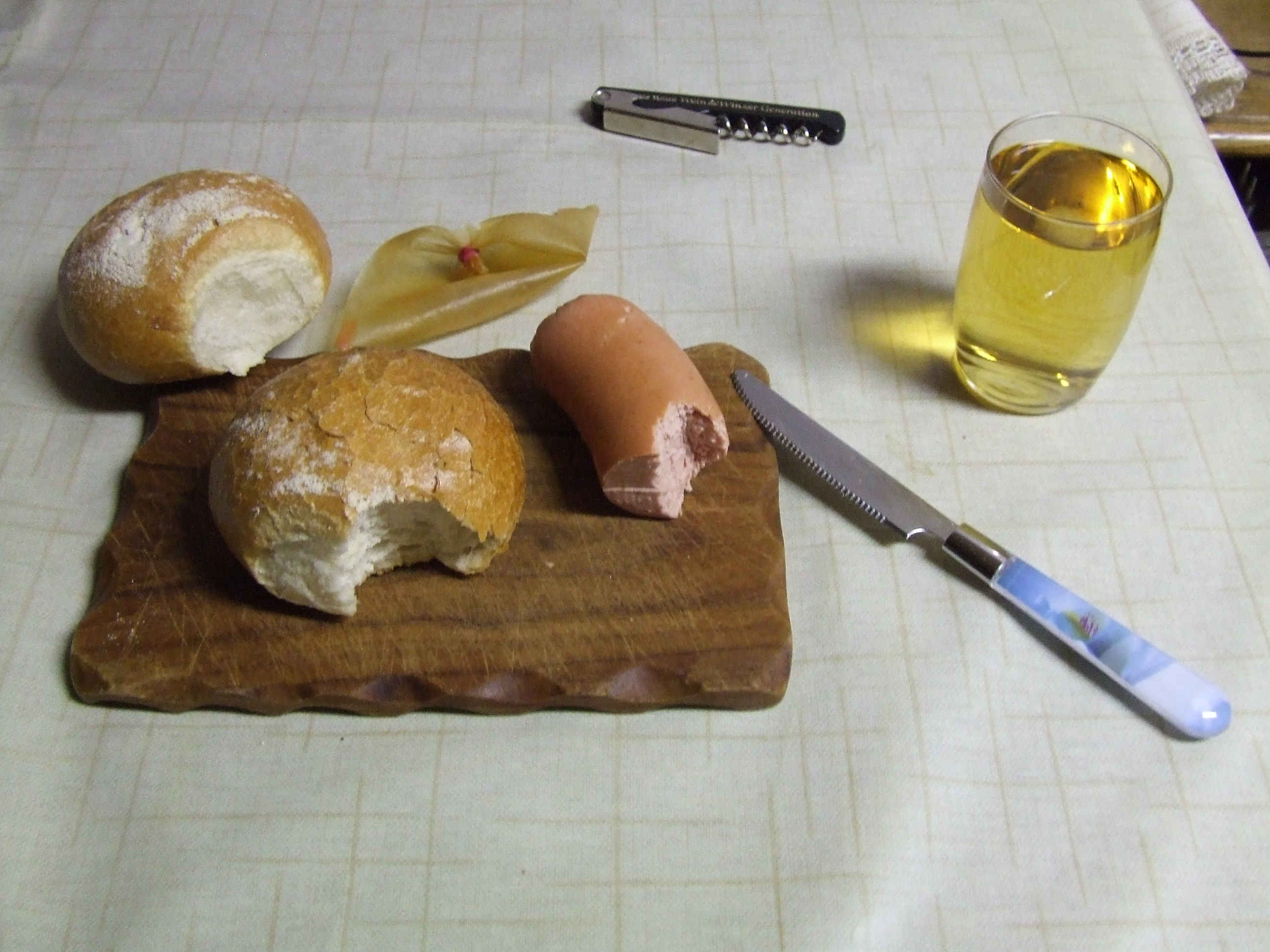
Se come directamente de la mano a la boca.

Con la denominación se entiende en la región que se come con un brötchen doble (Paarweck) o bien con un Weinknorzen (un panecillo elaborado con pan de centeno y con comino). Se pone la salchicha que se denomina Worscht (o Fleischwurst). Con todo ello se acompaña el vino de la región.
La comida se emplea directamente de la mano, el cuchillo se emplea sólo para quitar la piel de la salchicha, y un sacacorchos que sirve para quitar los corchos de las botellas. Se sirve en las recolecciones de las vides y en las meriendas, existe como un plato nacional del palatinado.

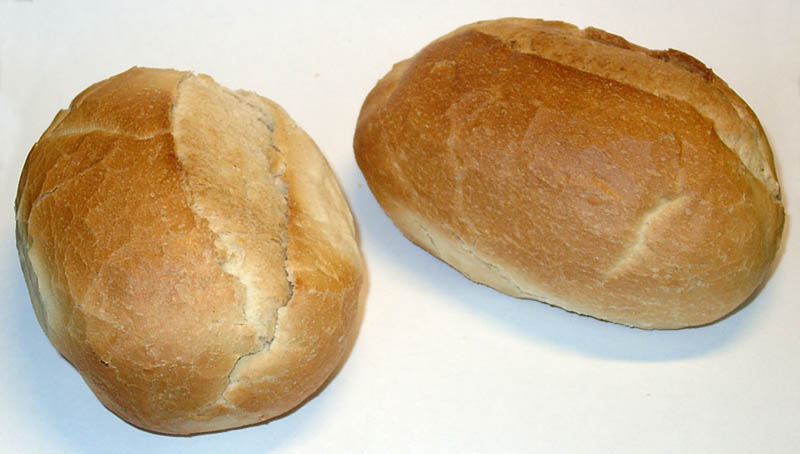
Weck
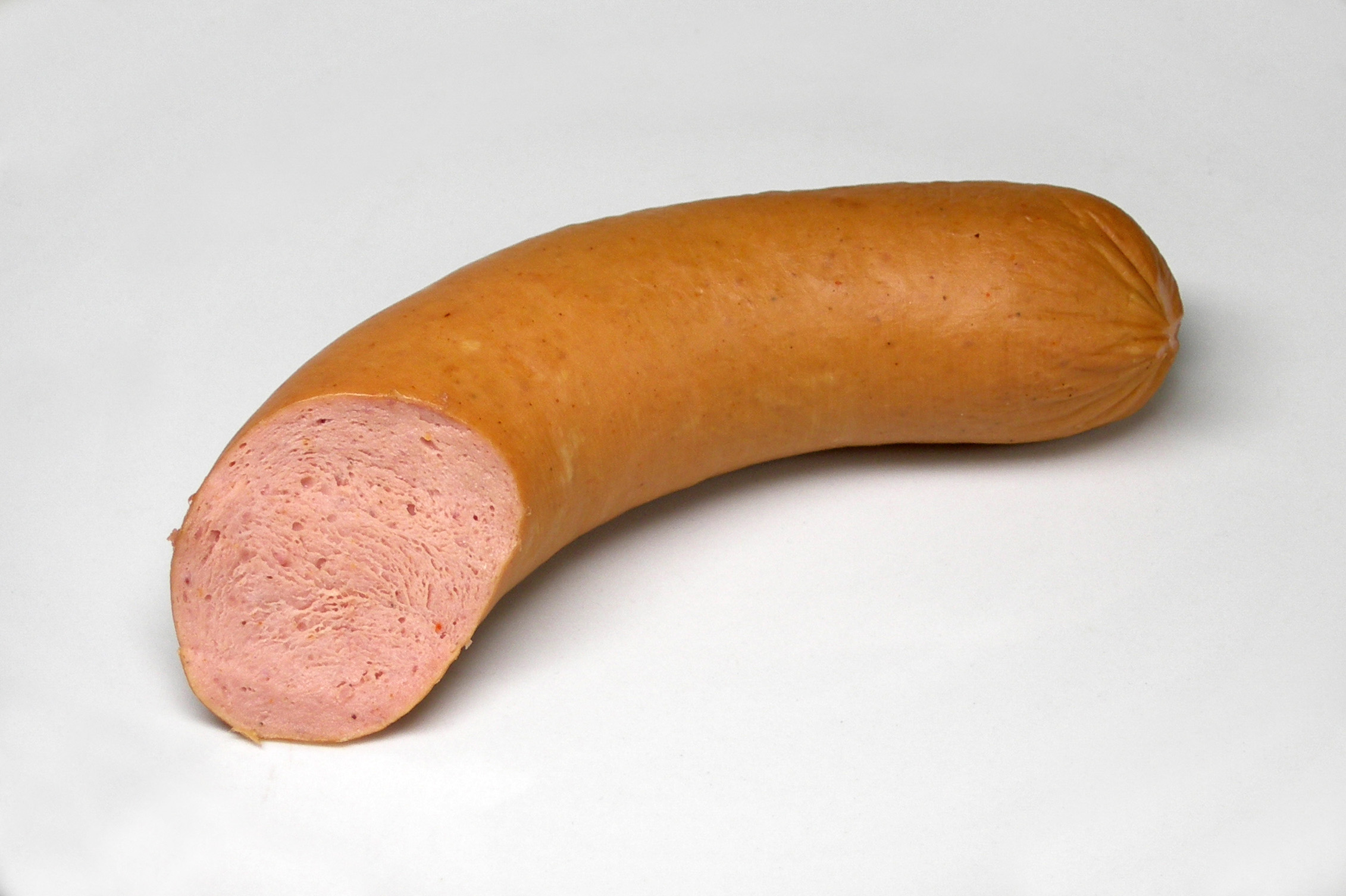
Worscht
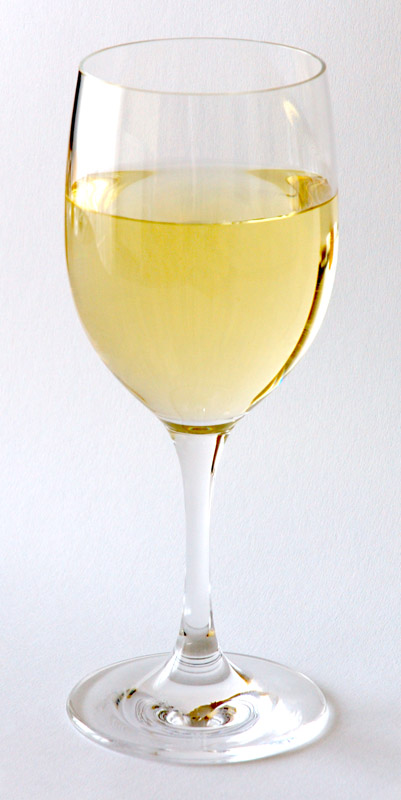
Woi